# Wacław Leszczyński (prymas Polski)
Wacław Leszczyński herbu Wieniawa (ur. 15 sierpnia 1605 w Baranowie Sandomierskim, zm. 1 kwietnia 1666 w Łyszkowicach) – biskup warmiński 1644–1659, arcybiskup gnieźnieński od 1658, prymas Polski, prepozyt płockiej kapituły katedralnej w latach 1643–1644, przedstawiciel dyplomatyczny Rzeczypospolitej w Królestwie Francji w 1645 roku.

## Życie prywatne
Pochodził z możnowładczego rodu wywodzącego się z południowej Wielkopolski, a pieczętującego się herbem Wieniawa. Był synem wojewody brzeskokujawskiego Andrzeja i Zofii z Opalińskich. Na wyraźne życzenie ojca, gorliwego kalwinisty, został ochrzczony w tym wyznaniu. Jednak po śmierci Andrzeja Leszczyńskiego, matka, gorliwa katoliczka, wychowała jego i jego rodzeństwo na katolików. Jego rodzonym bratem był Jan Leszczyński, kanclerz wielki koronny, a przyrodnim Rafał Leszczyński (wojewoda bełski), przywódca kalwinistów w Koronie.

## Kariera
- skończył Kolegium Jezuitów w Poznaniu, a następnie studiował w Perugii, Padwie i Paryżu.
- od 1630 r. był sekretarzem króla Zygmunta III Wazy,
- od 1633 r. był kanonikiem krakowskim, prepozytem płockim i łęczyckim,
- w 1637 r. przyjął święcenia kapłańskie
- od 1643 r. był referendarzem wielkim koronnym.
- w dniu 29 lutego 1644 r. został kanonikiem fromborskim a 6 kwietnia tego samego roku został wybrany przez kapitułę na biskupa warmińskiego
- w 1645 r. z rąk nuncjusza apostolskiego w Polsce abpa Giovanniego de Torresa przyjął sakrę biskupią w kolegiacie Św. Jana Chrzciciela w Warszawie. Był również administratorem apostolskim diecezji sambijskiej
- wkrótce po objęciu biskupstwa warmińskiego wyjechał z polecenia króla Władysława IV z poselstwem do Francji po królową Ludwikę Marię Gonzagę. Był zwolennikiem stronnictwa francuskiego.
- Był członkiem konfederacji generalnej zawiązanej 31 lipca 1648 roku[4], w 1648 roku był elektorem Jana II Kazimierza Wazy z województwa chełmińskiego[5], podpisał jego pacta conventa[6].
- w stolicy swego biskupstwa, w Lidzbarku Warmińskim urządził wystawny dwór. Był pierwszym biskupem warmińskim, który tytułował się „księciem cesarstwa”. Był gorliwym zarządcą diecezji. Dbał o szkoły jezuickie, udzielał stypendiów, konserwował zamki biskupie. Wybudował letnią rezydencję biskupów (dworek modrzewiowy) w Sątopach i dom pielgrzyma w Świętej Lipce. Podczas najazdu szwedzkiego na Warmię w 1655 r. ukrył się w Królewcu. Gdy Warmię zagarnął elektor pruski Fryderyk Wilhelm, lękając się o los Kościoła złożył hołd elektorowi. Został za to oskarżony o zdradę. Aby się rehabilitować, przyczynił się do zawarcia traktatów welawskich w roku 1657. Po tym nie wypominano mu już zdrady, a król Jan Kazimierz zaproponował arcybiskupstwo gnieźnieńskie i godność prymasowską
- Prymasem Polski był od roku 1659. Był zwolennikiem reform Jana Kazimierza. W okresie rokoszu próbował pogodzić Jerzego Lubomirskiego z królem.
- w 1661 roku otrzymał ze skarbu francuskiego 12 000 liwrów[7].
- zmarł 1 kwietnia 1666 roku w Łyszkowicach.

Pochowany w kolegiacie Wniebowzięcia NMPi św. Mikołaja w Łowiczu.